# Stephanitis rhododrendri
Stephanitis rhododrendri är en insektsart som beskrevs av Géza Horváth 1905. Stephanitis rhododrendri ingår i släktet Stephanitis, och familjen nätskinnbaggar. Arten är reproducerande i Sverige.